# Geisa van Saint-Pierre-aux-Nonnains
Geisa (° tiende eeuw, † tiende eeuw) was een zuster uit het benedictijnse klooster van Saint-Pierre-Aux-Nonnains in de stad Metz in Frankrijk. Ze leefde daar tijdens de eerste decennia van de tiende eeuw. In deze periode voltrokken zich ingrijpende monastieke hervormingen in en rond Metz. Jan van Gorze (° ca. 900, † 7 maart 974), die over een ontmoeting met Geisa schreef, ontdekte dat Geisa zich onderscheidde van de andere kloosterlingen door haar afwijkend religieus gedrag.

## Hervorming Benedictijnse kloosters tiende en elfde eeuw
In het West-Europa van de tiende en elfde eeuw, vooral in gebieden van het huidige Frankrijk en Duitsland en later ook Engeland, ontstonden verschillende hervormingsbewegingen in de monastieke wereld. Dit gebeurde vanuit verschillende ‘hervormingscentra’, zoals Cluny, Gorze, Fleury, Saint-Bénigne in Dijon, Hirsau, etc. Deze hervormingen verspreidden zich vanuit deze centra, eerst over gebieden als Aquitaine, Bourgondië, Lotharingen en later over de rest van West-Europa. De bewegingen werden gecoördineerd vanuit de bovengenoemde centra, geleid door charismatische individuen, zoals Jan van Gorze. Deze verschillende centra voerden elk hervormingen uit op een iets andere manier, omdat ze de verwachtingen van de elites van deze gebieden op vlak van de rol van het kloosterleven in de samenleving weerspiegelden. Maar alle hervormingen waren eerst en vooral gefocust op een duidelijkere scheiding te maken tussen het monastieke leven en de seculiere wereld, het uitroeien van corruptie en misbruik in onder de religieuzen en het algemeen strikter navolgen van de Benedictijnse regel. Omdat het kloosterleven bedorven was in de ogen van de hervormers, benadrukten zij een terugkeer naar het oorspronkelijke monastieke leven.
In de zevende en achtste eeuw waren de meeste kloosters streng Benedictijns, maar in de negende eeuw kwam er een ernstige achteruitgang in de moraal van het kloosterlijk leven: Veel religieuzen hadden zich wereldlijke praktijken eigen gemaakt en sommigen hadden zelfs vrouwen en kinderen. Door een verschuiving van de politieke macht, invasies en andere moeilijkheden rond het jaar 900, zagen monastieke hervormers een kans voor een nieuw begin met deze hervormingen.

## Klooster van Saint-Pierre-aux-Nonnains

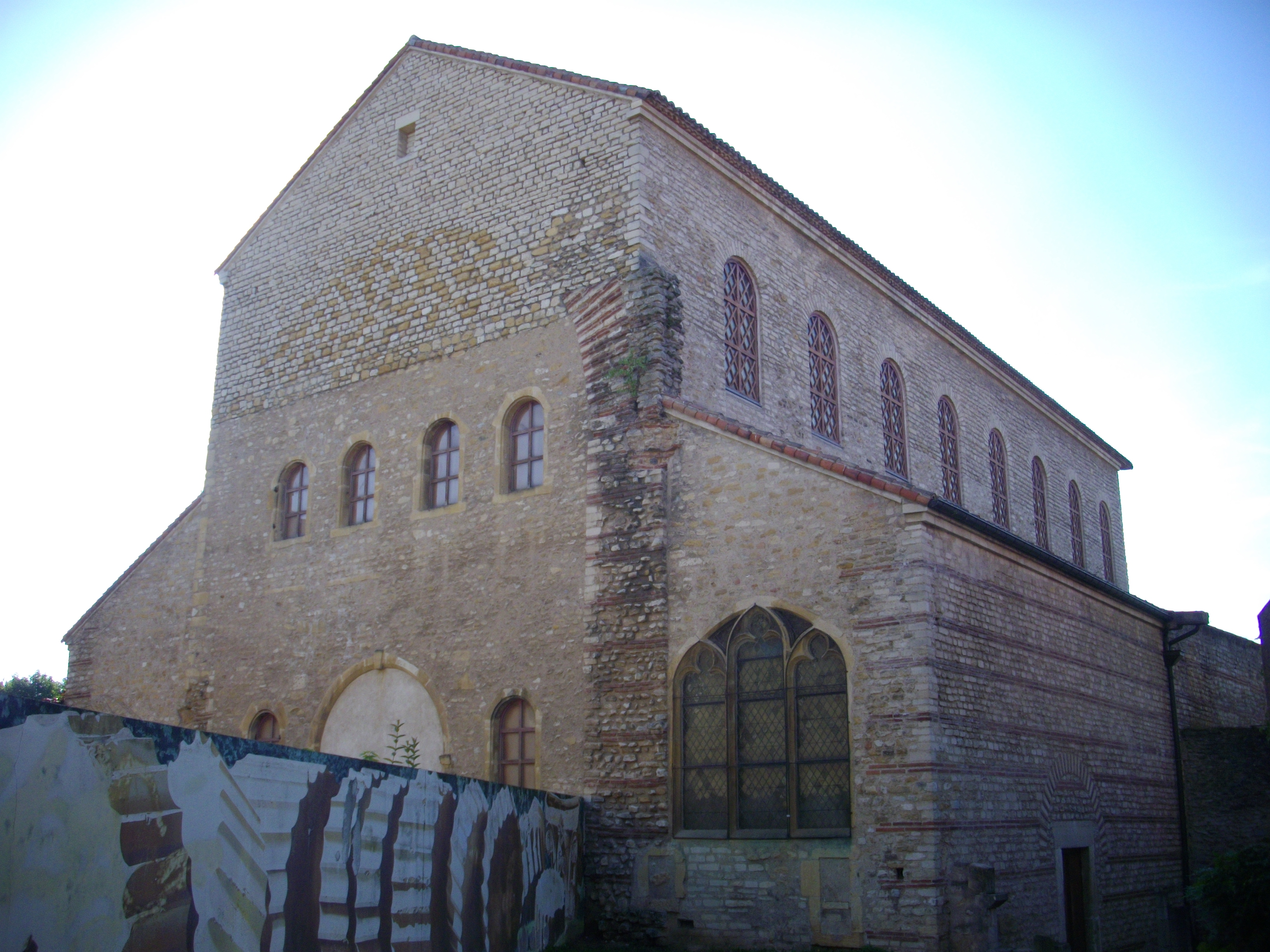
Klooster van Saint-Pierre-aux-Nonnains

Het gebouw van het klooster van Saint-Pierre-aux-Nonnains werd opgericht in de vierde eeuw door de Gallo-Romeinen en werd gebruikt als gymnasium of als basilica. Het werd waarschijnlijk gebouwd tijdens het bewind van keizer Theodosius. Daarmee is het een van de oudste kerken in Frankrijk. Ten laatste in de achtste eeuw kreeg het gebouw een nieuwe bestemming als kerk. Het gebouw kreeg een doksaal in de vorm van een stenen barrière. Het werd direct gebruikt als klooster voor vrouwen in de kloosterorde van de benedictinessen. Rond het jaar 1000 werden er werken uitgevoerd aan het gebouw in de Romaanse stijl in opdracht van keizer Otto.
De vorm van de kloosterkerk is een hal met één schip met op het einde een apsis. In de zevende eeuw werd de kerk verbouwd waardoor de apsis niet meer toegankelijk werd. Er werd een koor geïnstalleerd in de achtste eeuw van tien meter hoog. Het bestond uit twaalf panelen en eenentwintig pilaren.

## Ontmoeting met Jan van Gorze
In de jaren twintig van de tiende eeuw verbleef Jan van Gorze in het klooster van Saint-Pierre-aux-Nonnains. Jan van Gorze zorgde voor de zielenzorg van de kloostergemeenschap, namelijk het welzijn van de zusters. Hierbij kwam hij in gesprek met Geisa, waarover hij schrijft in zijn biografie. Geisa leerde Jan van Gorze over de waarden van lichamelijke ascese en boetedoening, waarbij Geisa een nieuw soort geestelijk inzicht toepaste in haar leven, namelijk die van boetedoening. Jan van Gorze werd hierdoor zo gefascineerd dat hij zich ging informeren via de boekencollectie van de zusters in Metz. Hierna ging Jan van Gorze zelf zusters overtuigen van de nieuwe inzichten die hij heeft meegekregen door zijn ontmoeting met Geisa. Hierdoor werd Jan van Gorze een kloosterhervormer in de tiende en elfde eeuw in Frankrijk.

## Een aparte opvoeding
De levensstijl van Geisa was meer gericht op strikte ascese dan die van haar medezusters in Saint-Pierre-aux-Nonnains. Deze levenswijze werd dan ook opgemerkt door mede-kloosterlingen. Ze had immers een speciale positie binnen het klooster als nicht van de abdis. Haar tante, abdis Fredeburga  (° tiende eeuw, † tiende eeuw), voedde haar op in afzondering van de andere kloosterzusters. Deze gescheiden opvoeding is volgens Jan van Gorze deels de verklaring voor haar alternatieve geloofsuiting. Daarnaast toont Jan van Gorze aan dat het gedrag van Geisa voortkomt uit een belangrijke intellectuele kennis van ascetische en monastieke literatuur. Deze twee zaken zorgden ervoor dat Geisa van Saint-Pierre-aux-Nonnains eerder een hervormingsgezind ascetisch leven begon te leiden.

## Kritiek en invloed: hoe Geisa dit uitte

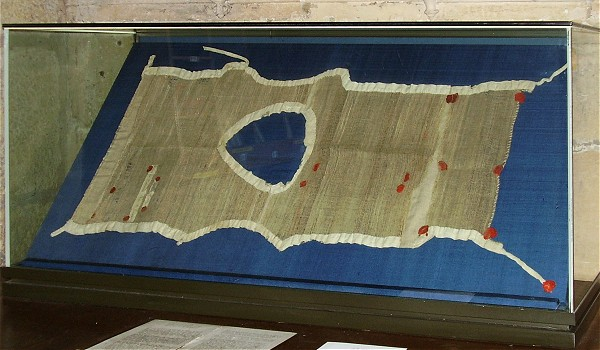
Cilicium die Geisa op haar lichaam droeg

Als jonge vrouw had Geisa een gesprek met Jan van Gorze. Tijdens het gesprek merkte Jan van Gorze op dat Geisa een cilicium droeg. Geisa’s motivatie om dit kledingstuk te dragen was dat ze afstand wilde doen van wereldse zaken. Ze wilde zich in de plaats bekommeren om haar eigen lot. Het lichamelijk uiten van haar geloof was voor Geisa dus een manier om zich te focussen op een zo strikt mogelijke ascese en om haar medezusters te confronteren met hun tekortkomingen. Haar lichamelijke ascese werd bevorderd door de communicatieve rol die in de vroege middeleeuwen aan het lichaam werd gegeven. Aan elke lichamelijke uiting werd een betekenis gegeven. Het zou de geestelijke toestand van het subject tonen én was bepalend voor de geestestoestand van de hele groep.